# Metopiopsis aurea
Metopiopsis aurea là một loài ruồi trong họ Tachinidae.